# Villemeux-sur-Eure
Villemeux-sur-Eure è un comune francese di 1 655 abitanti situato nel dipartimento dell'Eure-et-Loir nella regione del Centro-Valle della Loira.

## Società

### Evoluzione demografica
Abitanti censiti